# Хелена (Алабама)
Хелена (англ. Helena) — город в округах Шелби и Джефферсон, штат Алабама, США, пригород Бирмингема — крупнейшего города штата.

## Описание
Хелена расположена на границе округов Джефферсон и Шелби в штате Алабама, у подножия Аппалачей, на берегу реки Кахаба. Площадь города составляет 44,3 км², из которых 0,1 км² занимают открытые водные пространства. Через город проходит шоссе Alabama State Route 261. В Хелене работает один детский сад, одна начальная школа и одна средняя, в 2014 году ожидается открытие первой в городе высшей школы. Крупнейший работодатель в городе — Mercedes-Benz.
В 2007 году журналом Businessweek Хелена была помещена на 13-е место в списке «Лучшие места, чтобы растить детей».

В 2007 году журналом «Деньги» Хелена была помещена на 91-е место в списке «100 лучших мест для жизни».

В 2008 году Алабамской лигой муниципалитетов Хелена была награждена «Муниципальной наградой за достижения».

По уровню преступности Хелена занимает восьмое место с конца среди всех городов США.

## История
Первая коммуна на месте будущей Хелены образовалась в 1845 году и была названа город (town) Коув. В 1856 году название было изменено на Хилсборо. В том же году в городе заработал первый прокатный стан, на котором делали оружие для сил Конфедерации. Производство было уничтожено войсками Союза в конце Гражданской войны.
Во время Реконструкции в окрестностях города начали прокладывать железнодорожные пути. Сотрудник железнодорожной компании Louisville and Nashville Railroad Пит Бойль назвал новую станцию близ Хилсборо именем своей возлюбленной — Хелена. Через некоторое время этим именем стал называться весь город (city). Первым мэром Хелены стал железнодорожный агент М. Уильямс. На рубеже XIX—XX веков в городе был восстановлен сталелитейный завод, построены хлопковая фабрика, и несколько угольных шахт. В 1895 году значительная часть Хелены была уничтожена пожаром.
В 1916—1917 годах Хелена была населённым пунктом с неясным статусом в связи с обнаружением ошибок в документах. В 1920 году экономика города пошла на спад: шахты были закрыты, а сталелитейный завод перенесён в другое место. В 1933 году над Хеленой пронёсся разрушительный ураган: 13 человек погибло, около полутора сотен было ранено (всё население города тогда составляло менее 600 человек), 110 домов полностью разрушено.
Улучшение экономического положения и резкий прирост населения города начался с конца XX века, когда крупнейший город штата, Бирмингем, своими окраинами вплотную подобрался к Хелене.

## Демография
Расовый состав
- Белые — 83,5 %
- Афроамериканцы — 12,1 %
- Азиаты — 0,7 %
- Коренные американцы — 0,2 %
- Гавайцы или уроженцы Океании — 1,1 %
- Две и более расы — 1,5 %
- Прочие — 0,9 %
- Латиноамериканцы (любой расы) — 3,3 %

| 1920 год — 808 жителей 1930 — 549 (-32,1 %) 1940 — 667 (+21,5 %) 1950 — 421 (-36,9 %) 1960 — 523 (+24,2 %) 1970 — 1110 (+112,2 %) | 1980 — 2130 (+91,9 %) 1990 — 3918 (+83,9 %) 2000 — 10 296 (+162,8 %) 2010 — 16 791 (+63,1 %) 2011 — 17 008 (оценка) |

## Известные горожане
- Бо Байс — певец (в 2005 году женился в Хелене на жительнице города Каролин Меррин Фишер)[5].
- Ребекка Люкер (англ. Rebecca Luker) — актриса, певица (родилась в Хелене, окончила там школу).
- Лиз Кохран (англ. Liz Cochran) — Мисс Алабама-2009 (родилась в Хелене).

## Галерея

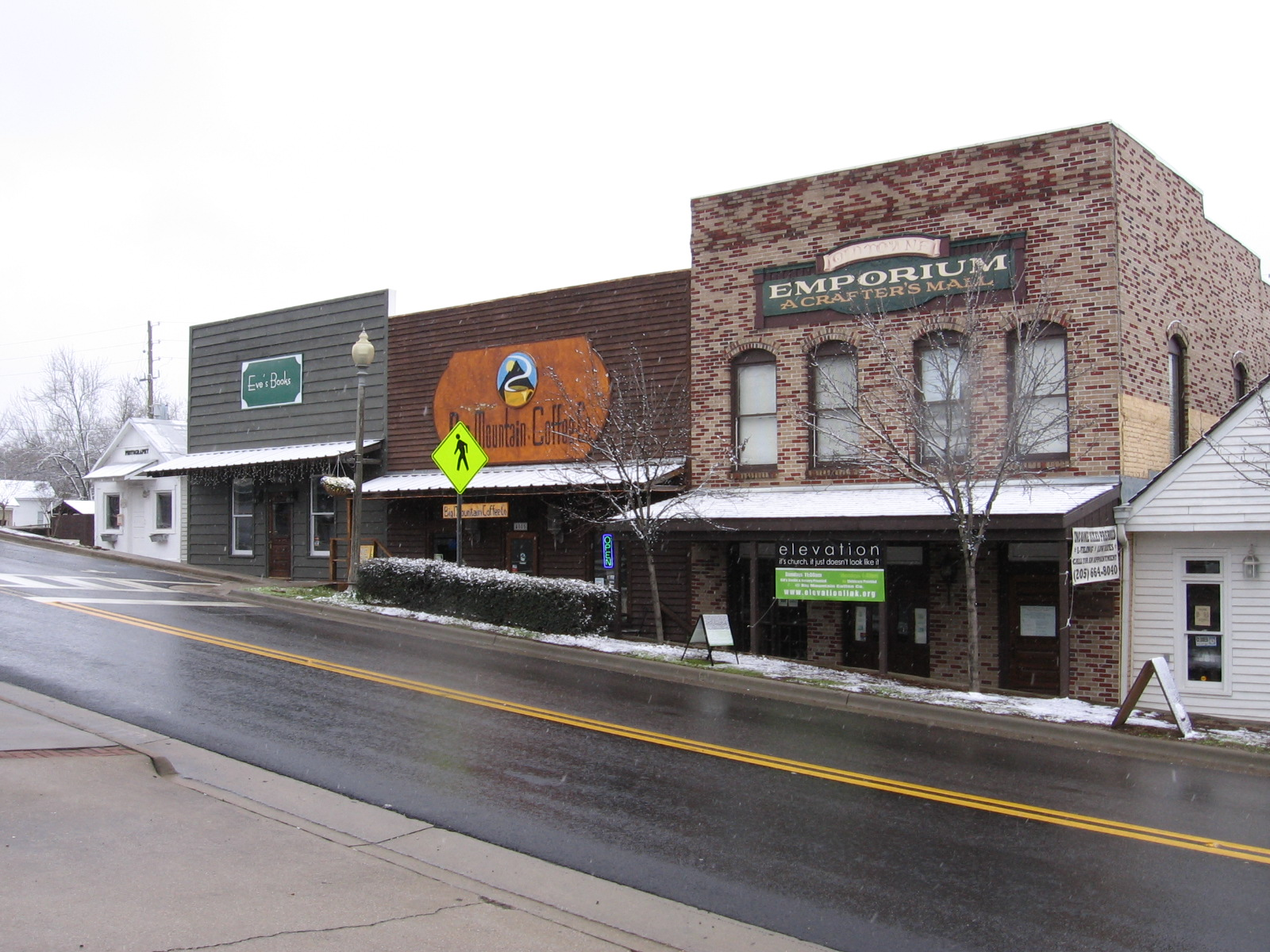
«Старый город». Редкий для этих мест снег в январе 2009 года.
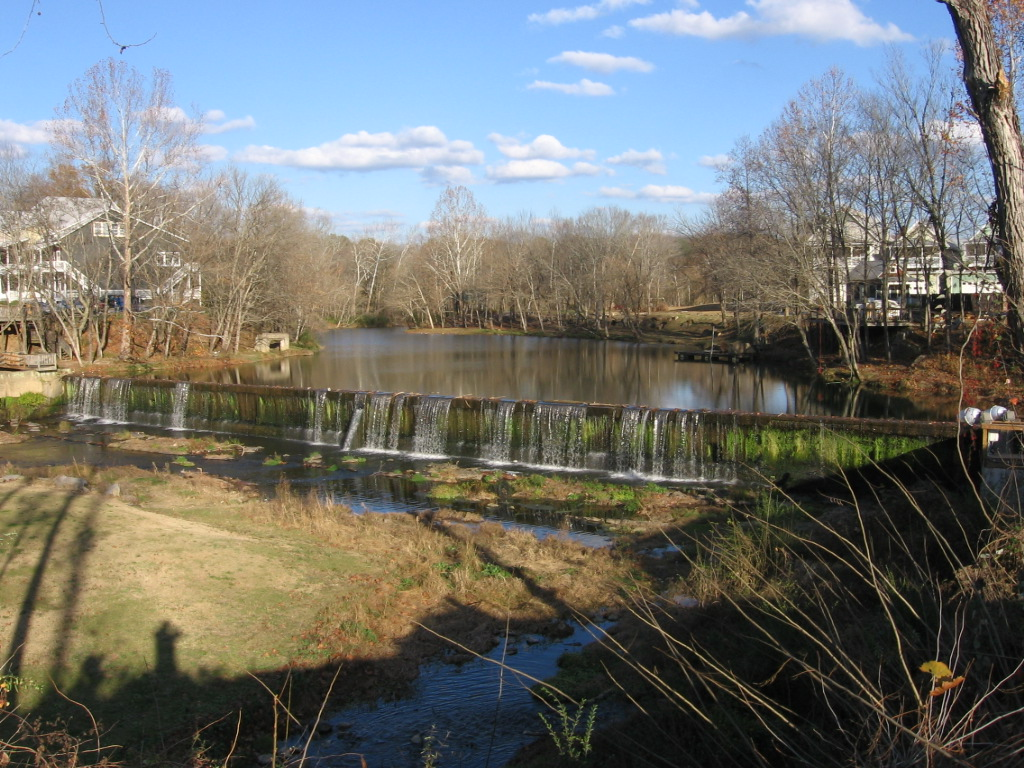
Плотина на реке Бак-Крик — притоке Кахабы осенью 2008 года.
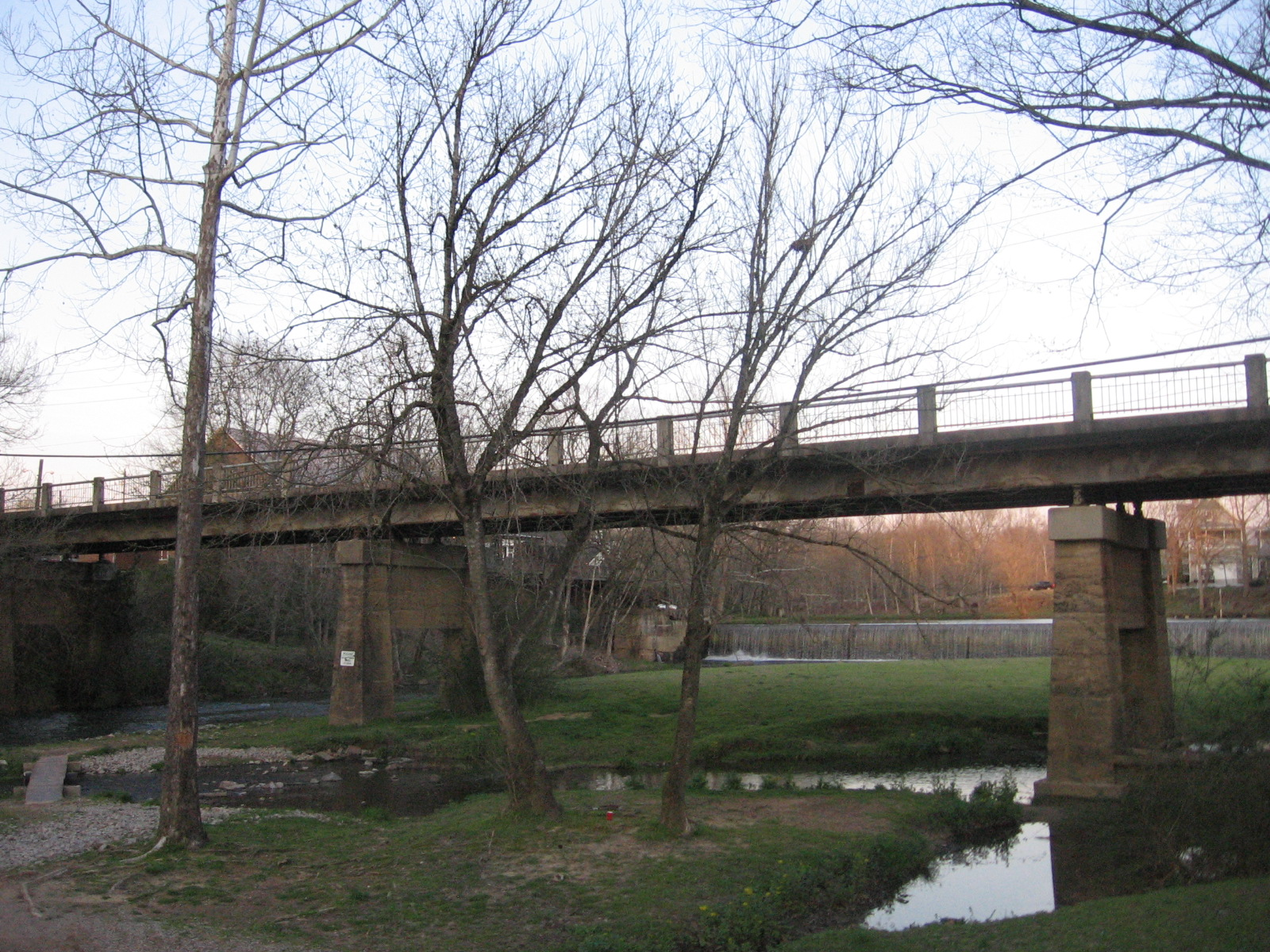
Шоссе Alabama State Route 261 над рекой Бак-Крик.
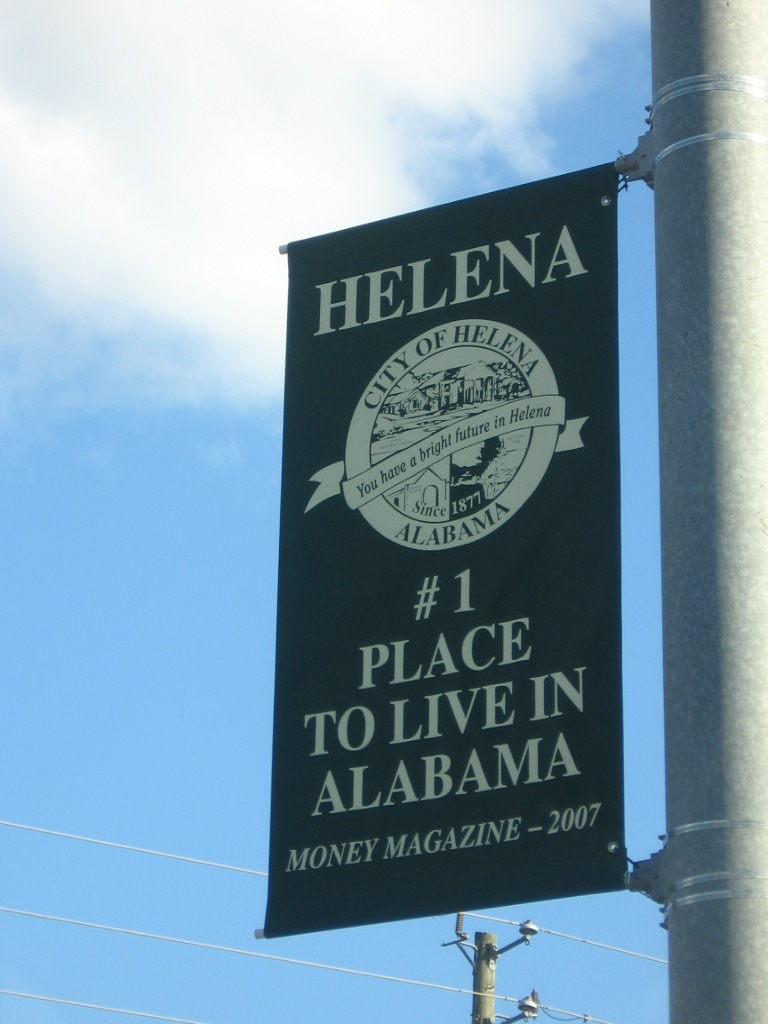
«Хелена — место №1 для жизни в Алабаме. Журнал „Деньги“-2007».
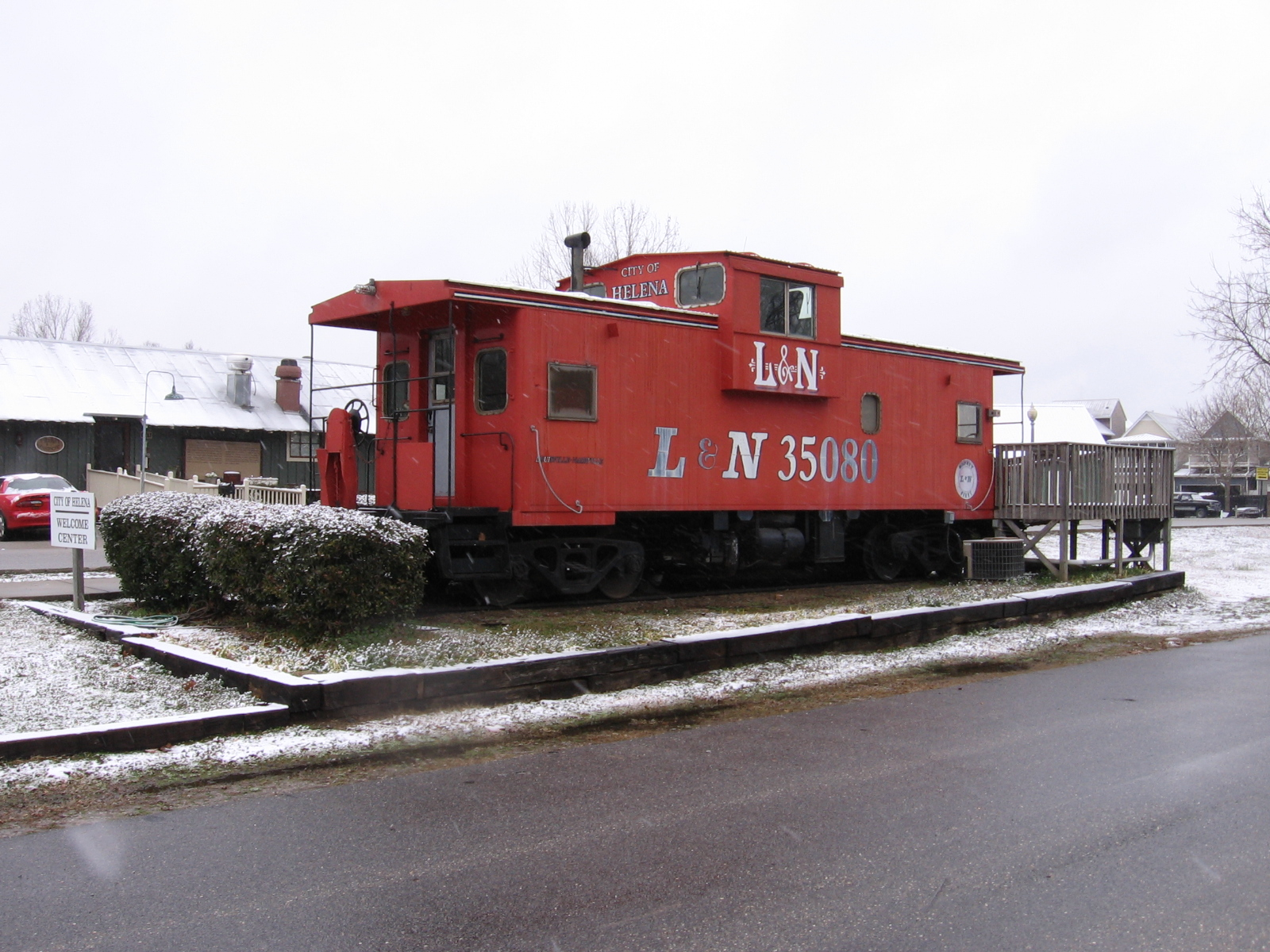
«Добро пожаловать в Алабаму».